# Bitva na Neretvě
Bitva na Neretvě, známá též i pod německým kódovým označením Fall Weiss, v jugoslávské historiografii též i pod názvem Čtvrtá nepřátelská ofenziva, byla bitva mezi jugoslávskými partyzány a německou armádou, podpořenou o vojenské oddíly fašistického Chorvatska, okupovaného Srbska a fašistické Itálie.
Rozsáhlá ofenziva, která probíhala v oblasti dnešní Hercegoviny od ledna do dubna 1943 měla za cíl zničení partyzánského vojska a partyzánské nemocnice. Vojsko Osy, které čítalo okolo 150 000 lidí, uskutečnilo útok na mnohem méně početné a do značné míry vyčerpané řady jugoslávských partyzánů, mezi nimiž bylo mnoho raněných. Bitva skončila úspěchem partyzánů.

## Průběh
Vojenská operace německé armády měla tři fáze, které měly probíhat postupně:
- Weiss 1, která se zaměřila na vyhnání partyzánské armády z oblastí Liky, Kordunu, Banije, Cazinské krajiny a Grmeče.[1] Tato ofenziva započala jako první. Boje vypukly 20. ledna 1943 a probíhaly až do 25. února.[2]
- Weiss 2, která se zaměřila na obsazení oblastí jihovýchodně od území tzv. Bihaćské republiky. Němci a chorvatští fašisté měli za cíl obsazení měst Drvar, Livno, Jajce a Ključ.
- Weiss 3, která měla probíhat ve východní Hercegovině a Černé Hoře. Za stranu nacistického Německa se do ní měly zapojit především oddíly četniků. Na začátku února 1943 však německé vedení třetí fázi plánu zrušilo.

Na území dnešního Chorvatska, Bosny a Hercegoviny a Srbska se nacházelo v uvedené době na 700 000 německých a italských vojáků, dále pak i ustašovců, četniků a chorvatských domobranců. Původně se očekávalo, že vojska Osy nasadí do boje 90 000 lidí a hlavní jádro útočné skupiny bude tvořit německá armáda, přesněji 7. divize SS Prinz Eugen. Vzdušnou podporu mělo zajistit 150 letadel. Partyzáni měli k dispozici 1. chorvatský korpus s 16 000 lidmi, 1. bosenský korpus s 11 500 lidmi a Hlavní operační skupinu s 14 500 lidmi. Celkem mohli na boj vyčlenit 42 000 vojáků. V případě potřeby mohla řeku Sávu na území Bosny a Hercegoviny překročit i 4. slavonská divize, nebo mohla vykonávat záškodnické akce na území východního Chorvatska s cílem dislokovat některé německé vojsko mimo hlavní bojiště.
Boje začaly dne 20. ledna a v prvních okamžicích byl postup německých, italských a chorvatských vojsk značný. Aby Tito zabránil prohře, navrhl zahájení bojových operací i na územích, kde zatím útok vojsk Osy neprobíhal. Přesun však byl složitý, neboť německý úder vyhnal řadu lidí z jejich obydlí na útěk, takže důležité komunikace byly přeplněné uprchlíky.
Poté, co skončily boje na území západní Bosny, se stáhli jugoslávští partyzáni na východ a jih Bosny. Dne 15. února 1943 obsadili partyzáni několik měst v údolí řeky Neretvy a porazily místní italskou divizi Murde. (jižní Bosna byla, ač formálně součást Nezávislého státu Chorvatsko, okupována italskými vojsky a v italské operační zóně). Porážka této divize vytvořila mezeru v liniích Osy a partyzáni mohli pokračovat do údolí Neretvy. Na přelomu února a března partyzáni zahájili útok v blízkosti města Gornji Vakuf. Cílem ofenzivy bylo zabránit německým vojákům v cestě Bosnou na jih, kde by mohli posílit zesláblé italské jednotky. Boje o město trvaly dva dny.
Nejtvrdší boje vypukly na začátku března.
Partyzánům se podařilo zajmout německého majora Arthura Streckera, jako prvního vysoce postaveného zástupce německé armády. Dne 4. března nařídilo partyzánské vrchní velení zničení čtyř mostů přes Neretvu, což bylo následně i vykonáno. Partyzáni následně začali budovat jeden most pontonový. V té době bylo nezbytné přesunout i 3500 raněných z partyzánské nemocnice. V kaňonu řeky Neretvy tak musel být postup partyzánů zpomalen. Ve dnech 6. až 7. března byl uskutečněn přechod řeky. Proti partyzánům bylo připraveno četnické vojsko v počtu 11-20 tisíc lidí. Četnici, kteří na rozdíl od Němců nebyli vyčerpání zdlouhavým bojem, však nebyli schopni partyzány zastavit a jejich oddíly byly mezi 14. a 23. březnem tvrdě poraženy. Závěrečná část bitvy je známá také pod názvem Bitva o raněné (srbochorvatsky Bitva za ranjenike).

## V kultuře
Pro jugoslávský komunistický režim představovala tato bitva jeden ze symbolů odporu země proti fašistické okupaci. V roce 1969 byl natočen historický film o událostech bitvy.